# NGC 7659
NGC 7659 é uma galáxia espiral (S0-a) localizada na direcção da constelação de Pegasus. Possui uma declinação de +14° 12' 35" e uma ascensão recta de 23 horas, 25 minutos e 55,5 segundos.
A galáxia NGC 7659 foi descoberta em 16 de Outubro de 1784 por William Herschel.